# Geryon longipes
Geryon longipes  es una especie de cangrejo perteneciente a la familia Geryonidae. Se distribuye en el sur de Europa.
Su nombre viene del personaje Gerión, un monstruo de la mitología griega de tres cuerpos unidos por la cintura que cuidaba un ganado de bueyes y vacas rojas. En su décimo de sus doce trabajos, Hércules tuvo que ir a la isla de Eritea a robarle el ganado a Gerión luego de ir en la copa de Helios, pero al final del enfrentamiento, Hércules le lanzó una flecha envenenada con el veneno de la Hidra de Lerna, que acabó con su vida.
Este cangrejo normalmente vive en estuarios.